# Salt
För andra betydelser, se Salt (olika betydelser).

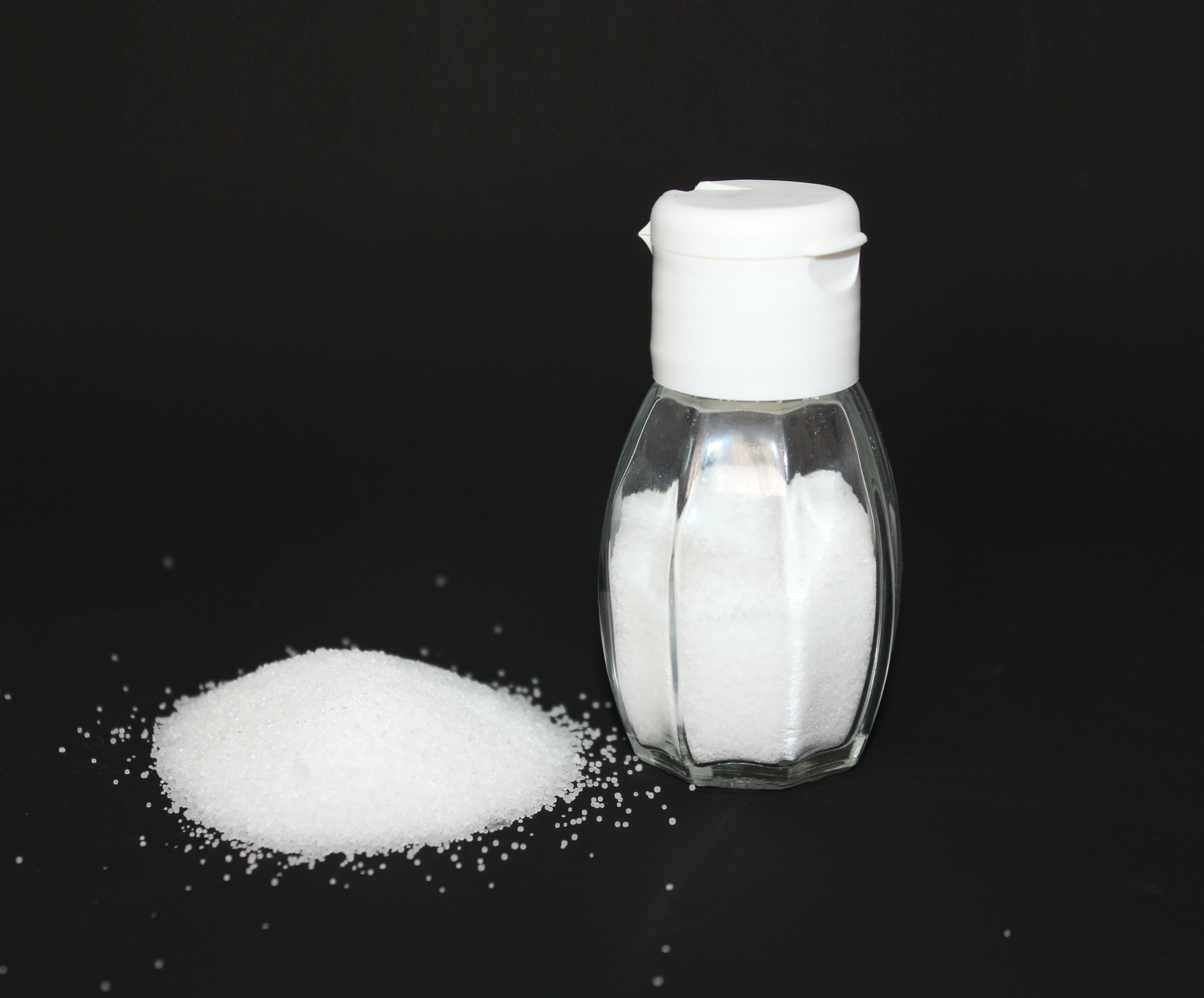
Salt

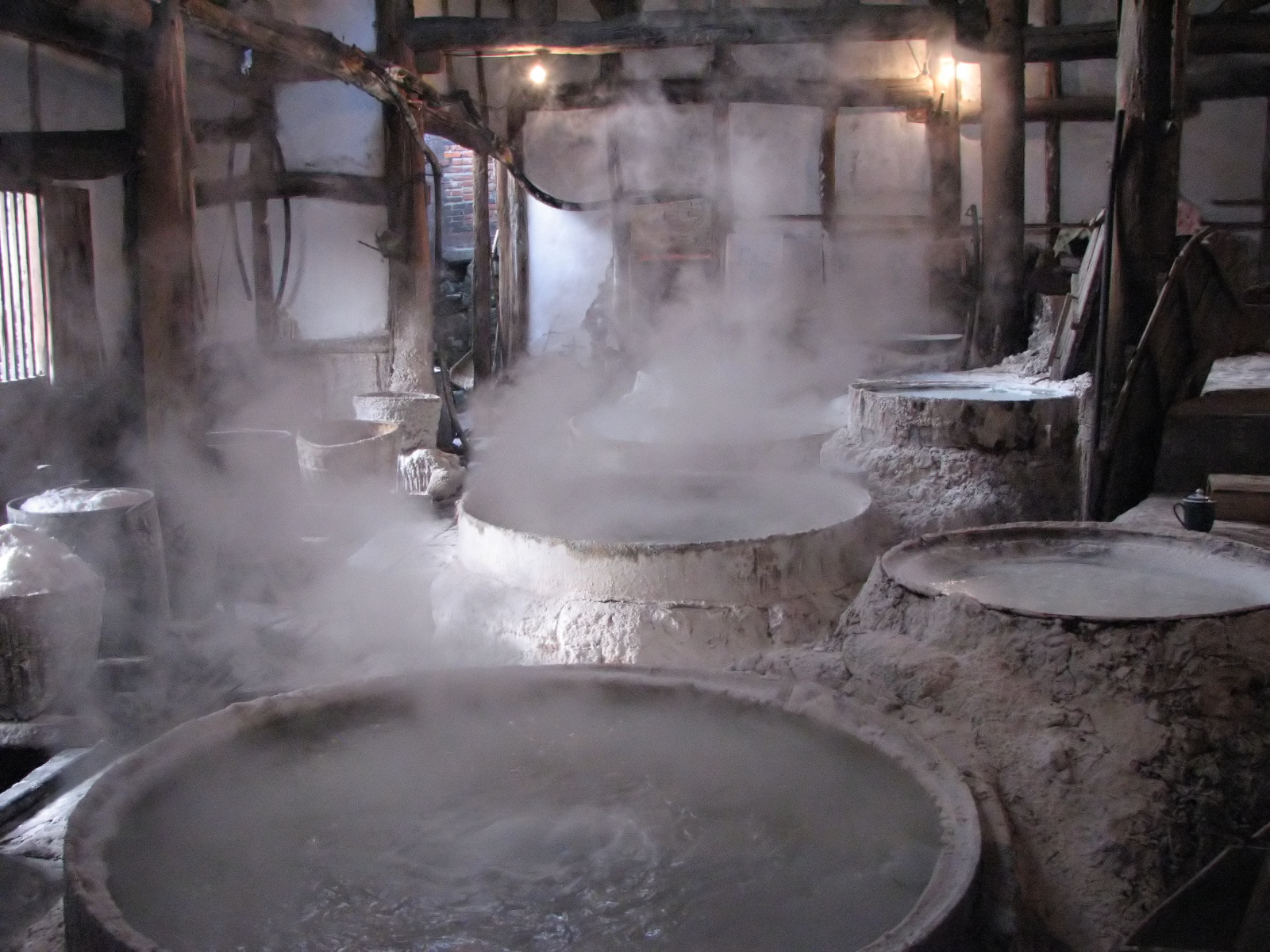
Saltlösning som kokas ner till rent salt i Zigong, Kina.

Salt i betydelsen salt i födan är huvudsakligen en av olika jonbundna kemiska föreningar. Vanligt koksalt, eller natriumklorid, har den kemiska formeln NaCl.
Smaken salt är en av grundsmakerna, vilket gör salt till en av de äldsta och mest allmänt förekommande kryddorna.
Saltning är även en viktig konserveringsmetod. Olika koksaltlösningar, så kallad isoton koksaltlösning (fysiologisk saltlösning), förekommer också som spolvätskor och som injektions- och infusionsvätska.
Salt för mänsklig konsumtion produceras på olika sätt. Raffinerat bordssalt, grovsalt, oraffinerat havssalt och joderat salt är exempel på detta. Det är ett kristalliserat, vitt, ljusrosa eller ljusgrått, fast ämne.
Konsumtionssalt fås från havsvatten eller stenavlagringar. Ätbara bergsalter som bryts i saltgruvor kan vara ljust gråa till färgen på grund av mineralinnehållet. Vissa salt-varumärken för mat innehåller klumpförebyggande medel i små mängder.
Salt kan även finnas i öknar som till exempel Death Valley, vilken är en av världens mest kända salt-öknar.

## Hälsoaspekter
I små kvantiteter är salt livsnödvändigt för allt djurliv. I för stora mängder är det emellertid skadligt för djur och växter. Natrium- och klorid-joner, de två större komponenterna i salt, behövs av alla kända levande varelser i små kvantiteter, eftersom de tillsammans med vatten utgör kroppens elektrolytbalans. Salt är involverat i osmoregleringen (vätskebalansen) i kroppen. 
När natriumsaltnivån (natriumvärdet i blod) är ohälsosamt låg i kroppen kallas tillståndet hyponatremi.
För mycket salt förmodas dock öka risken för vissa hälsoproblem, som högt blodtryck. Hälsomyndigheter har därför rekommenderat begränsningar på dietnatrium. För mycket salt i kroppen kan uttryckas som hypernatremi. Både hyper- och hyponatremi kan bekräftas med blod- eller urinprov.
På motsvarande sätt finns även hög kaliumhalt hyperkalemi och låg kaliumnivå hypokalemi.
Jodberikat salt är en viktig källa till spårämnet jod och även jodbrist är ett allvarligt tillstånd.